# Austin Lane Crothers

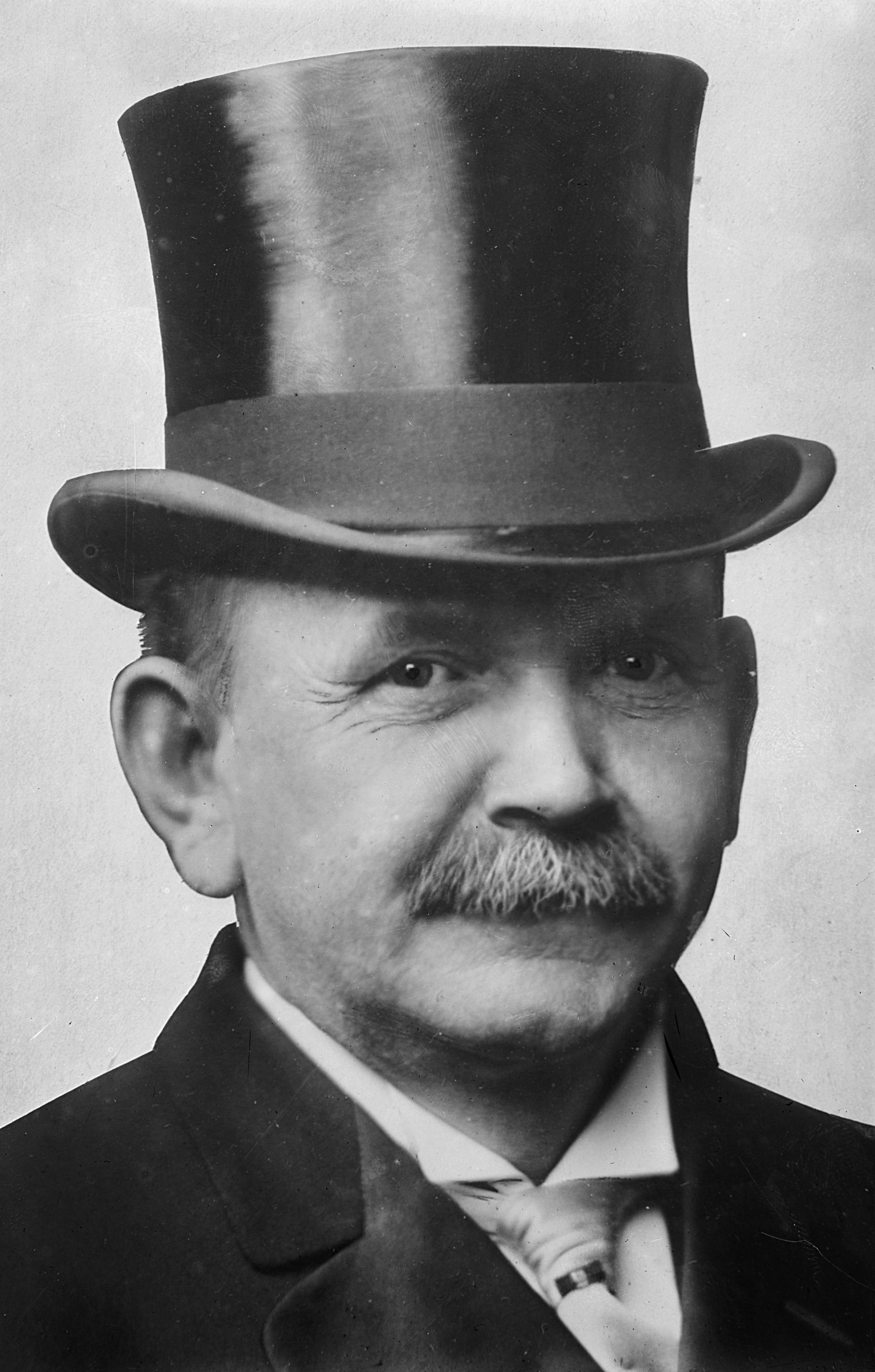
Austin Lane Crothers

Austin Lane Crothers (* 17. Mai 1860 im Cecil County, Maryland; † 25. Mai 1912 in Elkton, Maryland) war ein US-amerikanischer Politiker (Demokratische Partei) und von 1908 bis 1912 Gouverneur des Bundesstaates Maryland.

## Frühe Jahre und politischer Aufstieg
Austin Crothers wuchs auf der Farm seines Vaters auf. Er besuchte die Nottingham Academy und studierte dann an der University of Maryland Jura. Nach seiner im Jahr 1890 erfolgten Zulassung als Rechtsanwalt begann er in Elkton zu praktizieren.
Zwischen 1891 und 1895 war Crothers Bezirksstaatsanwalt im Cecil County. Im Jahr 1898 wurde er als Nachfolger seines Bruders Charles in den Senat von Maryland gewählt. Dort verblieb er bis zum Jahr 1901. Zwischenzeitlich war er Vorsitzender des Finanzausschusses. Gleichzeitig war er Parteivorsitzender im Cecil County. Im Jahr 1901 unterlag er einem republikanischen Konkurrenten und musste daher aus dem Senat von Maryland ausscheiden. Ein weiterer Versuch, dorthin zurückzukehren, scheiterte im Jahr 1905. 1906 wurde er Richter im Zweiten Gerichtsbezirk von Maryland, wozu auch das Cecil County gehörte. Am 5. November 1907 wurde er als Nachfolger von Edwin Warfield zum neuen Gouverneur seines Staates gewählt.

## Gouverneur von Maryland und Lebensende
Austin Crothers trat seine vierjährige Amtszeit am 8. Januar 1908 an. In dieser Zeit wurde eine Straßenbaubehörde (State Road Commission) gegründet. Angesichts des steigenden Verkehrs wurden in Maryland durch die neue Kommission die Straßen ausgebaut. Dazu wurde die Kraftfahrzeugsteuer erhöht. Damals wurde das sogenannte „Corrupt Practices Act“ erlassen, ein Gesetz, mit dessen Hilfe mehr Durchsichtigkeit bei der Verwaltung von Wahlkampfgeldern gebracht werden sollte. Der Gouverneur unterstützte auch ein Lebensmittelkontrollgesetz. Zudem wurde das Amt eines staatlichen Bankbeauftragten geschaffen (State Bank Commissioner). Auf dem Gebiet des Gesundheitswesen trat er für eine bessere Versorgung der geistig Behinderten ein.
Crothers versuchte auch der Korruption bei der Polizei in Baltimore Herr zu werden. Seine diesbezüglichen Maßnahmen blieben allerdings erfolglos, weil ihm ein Gericht die Befugnis absprach, in die Polizeiverwaltung von Baltimore einzugreifen. Crothers unterstützte aber auch ein Gesetz, das das Wahlrecht der Schwarzen einschränken sollte. Dieses Gesetz wurde aber in einer Volksabstimmung abgelehnt. Gegen Ende seiner Amtszeit überwarf er sich, ähnlich wie sein Vorgänger, mit anderen Politikern aus Maryland, zu denen auch Mitglieder seiner eigenen Partei gehörten. Zum Zeitpunkt seines Ausscheidens aus dem Amt am 10. Januar 1912 war Crothers schon von einer schweren Krankheit gezeichnet, der er nur wenige Monate später im Mai 1912 erlag.